# Elias Oubella
Elias Oubella (Neuss, 24 mei 2001) is een Duits voetballer van Marokkaanse afkomst die als verdediger voor Heracles Almelo speelt.

## Carrière
Elias Oubella speelde in de jeugd van SVG Neuss-Weissenberg, Fortuna Düsseldorf, 1. FC Mönchengladbach en 1. FC Köln. In 2019 debuteerde hij voor het tweede elftal van Köln in de Regionalliga West. In de zomer van 2020 was hij op stage bij Heracles Almelo, maar tot een overgang kwam het niet. Aan het einde van de transferperiode, in oktober, was deze overgang wel mogelijk en tekende Oubella een contract tot medio 2022. Hij debuteerde voor Heracles op 28 oktober 2020, in de met 3-0 gewonnen bekerwedstrijd tegen Telstar.

### Statistieken
| Seizoen                       | Club            | Land           | Competitie        | Competitie | Competitie | Beker | Beker | Totaal | Totaal |
| Seizoen                       | Club            | Land           | Competitie        | Wed.       | Dlp.       | Wed.  | Dlp.  | Wed.   | Dlp.   |
| ----------------------------- | --------------- | -------------- | ----------------- | ---------- | ---------- | ----- | ----- | ------ | ------ |
| 2019/20                       | 1. FC Köln II   | Duitsland      | Regionalliga West | 3          | 0          | –     | –     | 3      | 0      |
| 2020/21                       | 1. FC Köln II   | Duitsland      | Regionalliga West | 2          | 0          | –     | –     | 2      | 0      |
| 2020/21                       | Heracles Almelo | Nederland      | Eredivisie        | 0          | 0          | 1     | 0     | 1      | 0      |
| Carrièretotaal                | Carrièretotaal  | Carrièretotaal | Carrièretotaal    | 5          | 0          | 1     | 0     | 6      | 0      |
| Bijgewerkt op 5 november 2020 |                 |                |                   |            |            |       |       |        |        |